# Friedhof Bruchsal
Der Friedhof Bruchsal liegt im Südosten der Stadt Bruchsal in Baden-Württemberg und ist der größte von sieben städtischen Grabfeldern. Der Friedhof hat eine Größe von neun Hektar und befindet sich südlich der Kirche Sankt Peter. Das Gelände ist zudem die größte Grünanlage der Stadt Bruchsal. Auf dem Gelände befinden sich gegenwärtig die Gräber von etwa 10.000 Verstorbenen.

## Geschichte
Seit Ende des 13. Jh. finden auf dem heutigen Friedhofsgelände Bestattungen statt. In den Jahren 1900–1940 wurde das Gelände mehrfach vergrößert. Seine heutige Größe erreichte der Friedhof dabei nach etlichen Erweiterungen im Jahre 1985.
Im Jahre 1878 wurde der damalige jüdische Friedhof von Bruchsal errichtet, der direkt an das derzeitige Friedhofsgelände angrenzt.
Im Jahr 1919 wurde für die Gefallenen des Ersten Weltkrieges ein Ehrenfriedhof innerhalb des bestehenden Geländes angelegt und ein Ehrenmal errichtet.

## Persönlichkeiten
Auf dem Friedhof in Bruchsal sind unter anderem folgende bekannte Personen bestattet worden:
- Roman Friedrich Heiligenthal (1880–1951), Architekt und Historiker
- Barbara Ihle (1871–1943), Schriftstellerin